# Friedrich Ernst von Fabrice

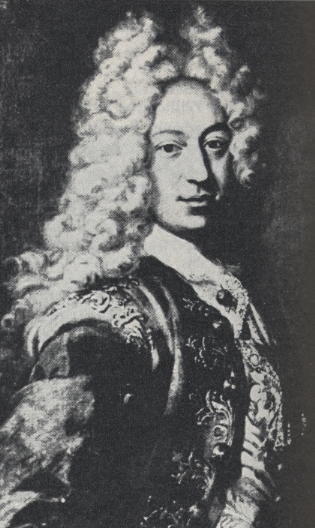
Friedrich Ernst von Fabrice.

Friedrich Ernst von Fabrice, född 1687, död 1750, var en holstein-gottorpsk diplomat.
Fabrice var son till en av Georg I:s mest betrodda hannoveranska ministrar men gick i Holstein-Gottorps tjänst och sändes 1710 av administratorn Kristian August av Holstein-Gottorp som sändebud till Karl XII i Turkiet, där han stannade ända till kungens hemresa. Fabrices depescher hem utgavs, dock med åtskilliga strykningar 1751-61 i såväl fransk som tysk, engelsk och holländska utgåvor och översattes senare till svenska. De är en av de mest anlitade källorna till Karl XII:s turkiska historia, även om Fabrice troligen inte var så invigd i Karl XII:s planer som han i sina brev låtit antyda. Under Karl XII:s sista år fördes mellan honom och Georg I hemliga förhandlingar, med Fabrice och hans far som mellanhänder. Under ett anfall av depression senare under livet påstod sig Fabrice ha mördat Karl XII, men Fabrice befann sig i själva verket då på en helt annan plats i Europa och inget tyder på att han skulle ha haft något med några mordplaner att göra.